# Trofeo Federale 1990
Il Trofeo Federale 1990 è stato la 5ª edizione di tale competizione, e si è concluso con la vittoria del Domagnano, al suo primo titolo.

## Risultati
- Semifinali

A)  La Fiorita -  Juvenes ? - ?
B)  Domagnano -  Cosmos ? - ?
- Finale:

C)   Domagnano -  Juvenes 5 - 2